# Primulina vestita
Primulina vestita là một loài thực vật có hoa trong họ Tai voi (Gesneriaceae). Loài này có ở Quý Châu (Trung Quốc); được David Wood mô tả khoa học đầu tiên năm 1972 dưới danh pháp Chirita vestita. Năm 2011, Mich.Möller & A.Weber chuyển nó sang chi Primulina.